# 阿爾特巴赫河 (格拉特河支流)
47°26′46″N 8°32′51″E / 47.446°N 8.5476°E

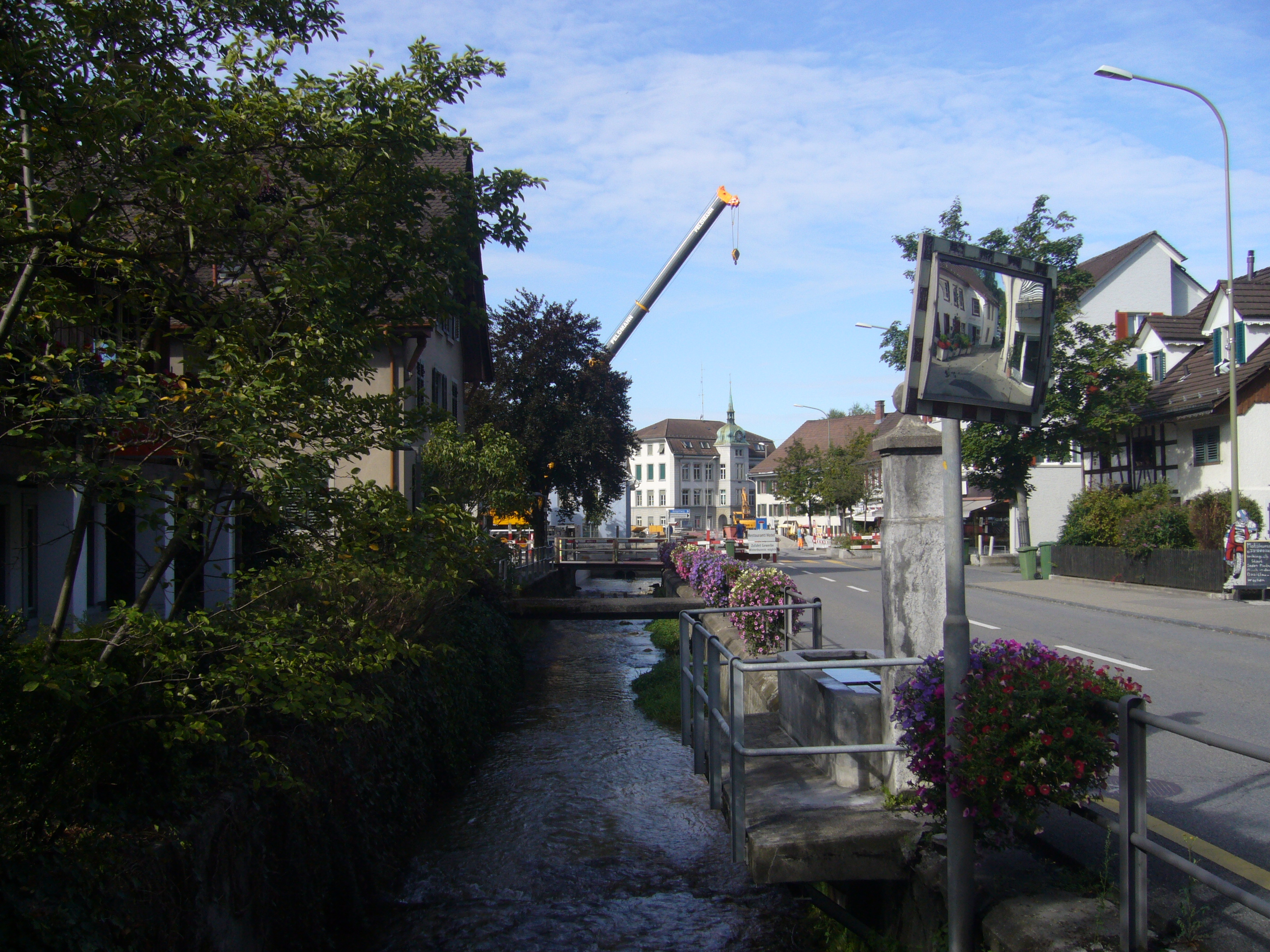

阿爾特巴赫河是瑞士的河流，位於該國北部，流經蘇黎世州，屬於格拉特河的支流，流域面積23平方公里，發源自尼倫斯多夫附近。